# Münster-Hansaviertel

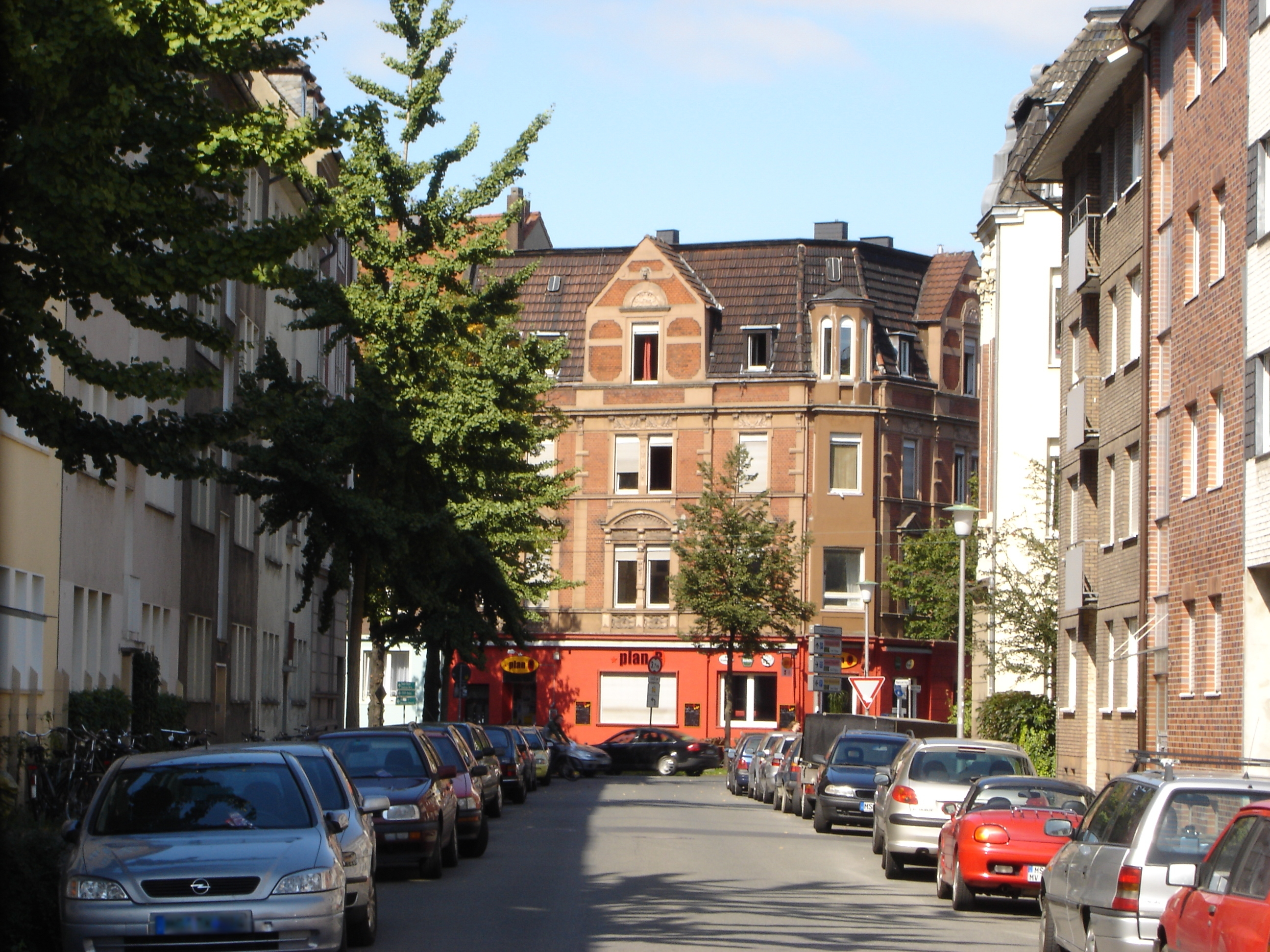
Blick in die Soester Straße vom Hafen aus gesehen.

Das Hansaviertel (auch Hafen-Neustadt oder Hafenviertel) ist ein Stadtviertel in Münster, gelegen im östlichen Teil des Stadtbezirks Mitte, rund um den ehemaligen Stadthafen. In der offiziellen Gebietsgliederung entspricht es den statistischen Bezirken Hansaplatz und Hafen.
Begrenzt wird das Hansaviertel von den Schienensträngen des Hauptbahnhofs im Westen, von der Wolbecker bzw. Sternstraße im Norden, vom Hohenzollernring, Schillerstraße und Dortmund-Ems-Kanal im Osten sowie vom Gewerbegebiet am Industrieweg jenseits des Hafens im Süden. Im Westen grenzt das Hansaviertel an das Bahnhofsviertel, im Norden an das Mauritzviertel, im Osten an das Herz-Jesu-Viertel und im Südosten an Gremmendorf. Stand Dezember 2014 hatten Hansa- und Hafenviertel 7977 Einwohner (statistischer Bezirk Hansaplatz: 6932; Hafen: 1045).

## Geschichte
Bis weit ins 19. Jahrhundert hinein beschränkte sich Münster auf das Gebiet der Altstadt, das heute von der Promenade abgegrenzt wird. Das Gebiet des heutigen Hansaviertels lag also vor den Toren der Stadt und gehörte teils zur Gemeinde St. Mauritz, teils zur Bauerschaft Delstrup der Gemeinde Lamberti. Der Stadthafen wurde 1899 als Teil des Dortmund-Ems-Kanals eingeweiht. Bald darauf entstanden ringsum Lagerhallen, Lagerplätze und Fabriken. Auch die Gasanstalt befand sich hier. 1875 wurde zunächst der innenstadtnächste Teil der Gemeinde St. Mauritz nach Münster eingemeindet, 1903 dann auch das Gebiet um den Hafen. Das Wohnviertel zwischen Hauptbahnhof und Hansa- bzw. Hohenzollernring entstand in den ersten Jahren des 20. Jahrhunderts in der typischen mehrgeschossigen Blockrandbebauung der Gründerzeit.

## Charakter

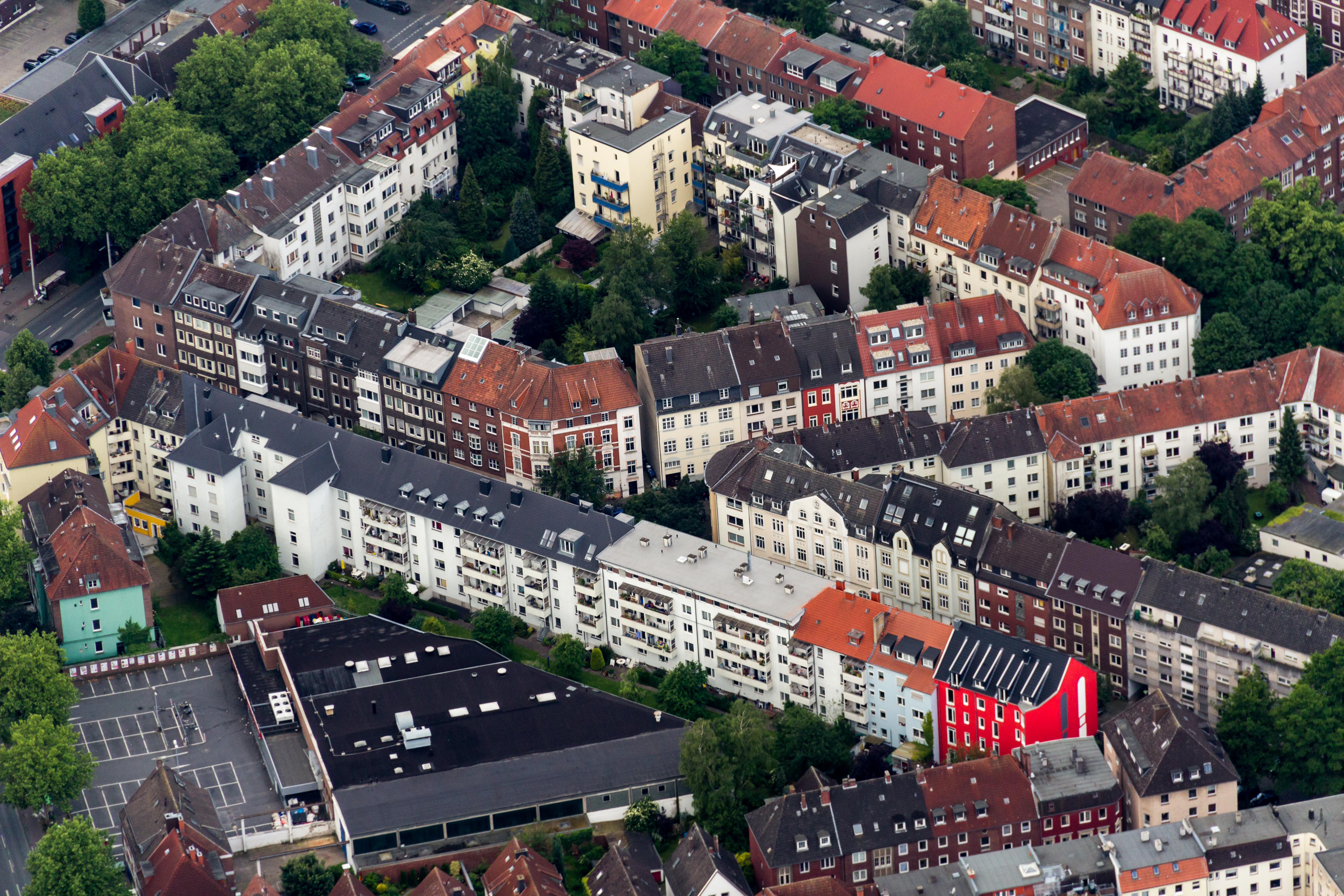
Luftbild eines Teils des Hansaviertels (Blöcke zwischen Hansaring, Schillerstraße und Papenburger Straße)

Das Hansa- und Hafenviertel wurde in den 2000er-Jahren als „In-Quartier“ tituliert und wird als Münsteraner Beispiel für Gentrifizierung angeführt.

### Hansaplatz
Der innenstadtnächste Teil, zwischen Hauptbahnhof, Wolbecker Straße und Ring, ist überwiegend Wohngebiet. Der zentrale Hansaring sowie die Wolbecker Straße sind jedoch auch beliebte Ausgehmeilen mit einer Reihe von gastronomischen Einrichtungen (Restaurants, Cafés, Bars und Kneipen) und spezialisiertem Einzelhandel. Zentrum und Namensgeber dieses Gebiets ist der Hansaplatz an der Kreuzung von Wolbecker Straße und Hansaring.

### Hafen

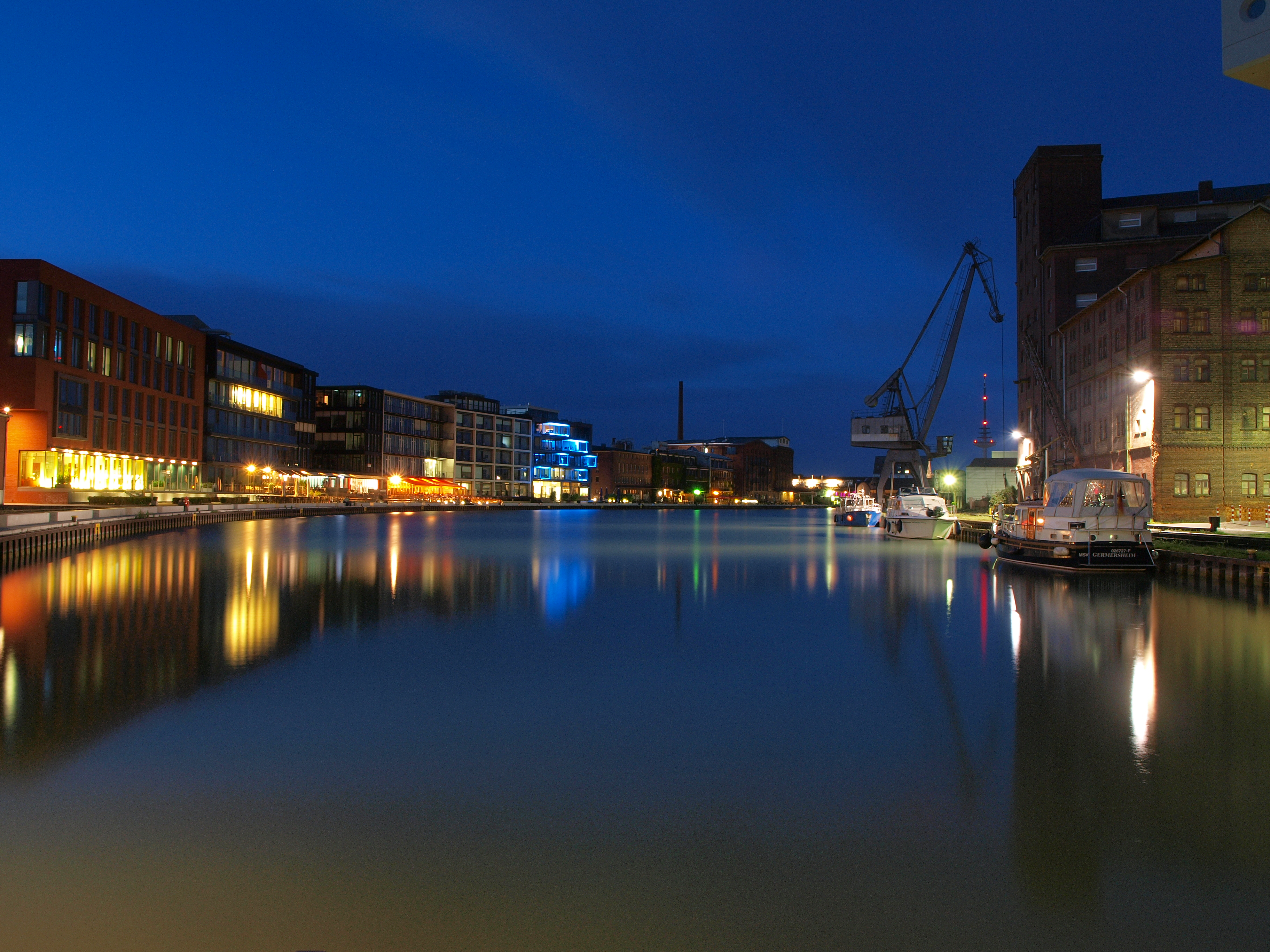
Hafenbecken am Abend

Im Zentrum des Hansaviertels liegt der ehemalige Stadthafen I. Nachdem der Schiffsverkehr und damit verbundene Logistikaufgaben hier in den 1980er-Jahren stark abgenommen hatten, siedelten sich in den leerstehenden Lagerhallen zunächst alternative Unternehmen sowie eine Diskothek an. In den 1990er-Jahren wurde dann von der Stadt Münster eine Entwicklung zum Kommunikations- und Medienzentrum unter dem Stichwort „Kreativkai“ geplant. An der sogenannten Waterfront wurden Hafengebäude teils zu Wohngebäuden saniert, teils durch Neubauten ergänzt. Zudem reiht sich an der Hafenpromenade praktisch ein gastronomischer Betrieb an den nächsten, sodass sie ein beliebtes Ziel vor allem zum abendlichen Ausgehen ist. Am bzw. in unmittelbarer Nähe des Hafens befindet sich unter anderem der Sitz der Stadtwerke Münster, das Wolfgang Borchert Theater, die Kunsthalle Münster sowie das größte Multiplexkino der Stadt.

### Am Hawerkamp

Teilansicht 2004 des Hawerkamp

Am Hawerkamp – dem Gelände eines ehemaligen Betonwerks – befinden sich verschiedene Einrichtungen der alternativen Kulturszene: vor allem Diskotheken und Nachtclubs, aber auch Ateliers und Probenräume. Außerdem findet in unmittelbarer Nachbarschaft seit 2006 jährlich das Vainstream Rockfest statt.
Bei der Bewerbung Münsters zur Kulturhauptstadt Europas 2010 war der Hawerkamp einer der kulturellen Schwerpunkte neben Prinzipalmarkt und Picasso-Museum.
Seit dem 1. Januar 2006 wird das Hawerkampareal durch den Verein „Erhaltet den Hawerkamp“ eigenverantwortlich verwaltet. Das Gebiet gilt rechtlich als Gewerbegebiet.

## Verkehr
Hauptverkehrsrouten des Hansaviertels sind die Wolbecker Straße und der Albersloher Weg, die als Ausfallstraßen vom Stadtkern nach Osten bzw. Südosten führen. Auf ihnen verkehren die städtischen Buslinien 11, 14 und 22 (Wolbecker Straße) bzw. 6, 8 und 17 (Albersloher Weg), ergänzt durch die Ringlinie 33/34 auf dem Hansaring. Im Nachtverkehr wird das Hansaviertel von den Linien N84 (Wolbecker Straße) und N85 (Albersloher Weg) bedient.